# Edificio Lynch-Lizardi
El edificio Lynch-Lizardy, edificio Tassara o edificio Liberty es un inmueble ubicado al frente de la Plaza Echaurren, en pleno Barrio Puerto de Valparaíso, Chile.
Fue proyectado en 1874 por el arquitecto Victor Romero Silva, para Julio Lynch Solo de Zaldívar.
Construido en albañilería de ladrillo con tabiquería de madera, el edificio tiene tres pisos de plantas rectangulares con una patio interior. Obedece al estilo ecléctico de fines del siglo XIX y principios del siglo XX. En el primer nivel funcionan varios locales comerciales, y los pisos superiores son habitacionales.
En este edificio se sitúa el conocido bar Liberty, fundado en 1897 y ejemplo de la llamada bohemia porteña.